# Cá mập cát
Cá mập cát hay cá mập nâu (Danh pháp khoa học: Carcharhinus plumbeus) là phân loài của cá mập Requiem họ Carcharhinidae, có nguồn gốc từ Đại Tây Dương và Ấn Độ-Thái Bình Dương. Chúng là một trong những loài cá mập ven biển lớn nhất thế giới, nổi bật với vây lưng lớn hình tam giác và có màu nâu nổi bật.

## Mô tả
Loài này liên quan chặt chẽ với cá mập sẫm, cá mập bignose, và cá mập bò. Vây lưng của chúng hình tam giác lớn. Cơ thể nặng và có mõm tròn, ngắn hơn so với các loài cá mập khác. Răng hàm trên của chúng khá rộng không đồng đều và có các cạnh sắc. Vây lưng thứ hai và vây hậu môn tương đối là như nhau. Khi trưởng thành, con cái có thể đạt chiều dài từ 2 - 2,5 mét còn con đực là 1,8 mét. Màu sắc cơ thể của nó có thể thay đổi, từ hơi xanh tới màu xám nâu đồng, với phía dưới màu trắng hoặc màu xám nhạt. Cá mập cát bơi riêng lẻ hoặc cũng có thể thành từng nhóm cùng kích thước.

## Phân bố và môi trường sống
Đúng như tên của nó, chúng được tìm thấy tại đáy bùn cát tại các vùng nước nông ven biển ở các vịnh, cửa sông, bến cảng, cửa sông, nhưng nó cũng bơi trong vùng nước sâu hơn trên 200 mét. Cá mập cát được tìm thấy từ các vùng biển nhiệt đới tới các vùng ôn đới trên toàn thế giới, ở phía tây Đại Tây Dương từ Massachusetts tới Brazil. Con non được tìm thấy phổ biến ở các vùng biển nông như ở vịnh Chesapeake, từ vùng vịnh Delaware đến Nam Carolina. Một số khu vực sinh sản khác của cá mập cát như ở vịnh Boncuk ở Marmaris, Thổ Nhĩ Kỳ 

## Sinh học

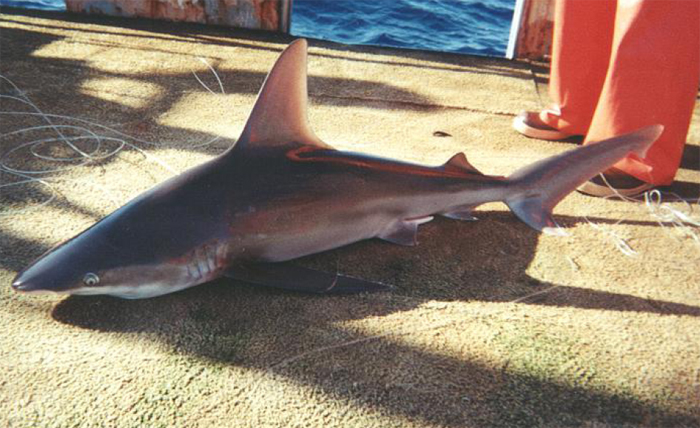
Một con cá mập cát bị bắt ở Đại Tây Dương

Kẻ thù tự nhiên của cá mập cát là loài cá mập hổ, và đôi khi là cả cá mập trắng lớn. Thức ăn của chúng bao gồm cá đuối, và cua.
Con cái có phôi trong túi noãn của nhau thai. Chu kỳ sinh sản của cá mập cát là khoảng 3 năm một lần, mỗi lần trung bình đẻ khoảng tám con non. Thời gian mang thai của con mẹ là 1 năm.